# Mordellistena diagonalis
Mordellistena diagonalis là một loài bọ cánh cứng trong họ Mordellidae. Loài này được Kirsch miêu tả khoa học năm 1873.